# Запис Николића храст (Гунцати)
Запис Николића храст (Гунцати) се налази на парцели чији је власник Николић Радославка.

## Локација
| Општина             | Барајево                                              |
| Катастарска општина | Барајево                                              |
| Потес               | Смрдан                                                |
| Координате          | 44° 35′ 19″ С; 20° 24′ 30″ И / 44.5886° С; 20.4084° И |
| Надморска висина    | 207m                                                  |

## Карактеристике
Дендрометријске вредности утврђене на терену и сателитским снимцима:
| Стабло                     | Храст |
| Висина стабла              | m     |
| Обим дебла                 | m     |
| Пречник крошње             | 9m    |
| Пречник дебла              | m     |
| Висина дебла до прве гране | m     |

## База записа
Запис је у оквиру Викимедија пројекта "Запис - Свето дрво" заведен под редним бројем 0962.